# Ferite (album)
| Recensione | Giudizio |
| ---------- | -------- |
| Rockol     |          |
| Newsic.it  |          |

Ferite è il terzo album in studio del rapper italiano Capo Plaza, pubblicato il 3 maggio 2024.
Il 15 novembre 2024 è stata messa in commercio la versione deluxe, contenente sette tracce aggiuntive.

## Tracce
1. Ferite – 2:59 (Luca D'Orso, Francesco Avallone, Anthony Martinez, Gabriele Coco)
2. Acqua passata – 3:09 (Luca D'Orso, Francesco Avallone, Michele Zocca)
3. Money Rain (feat. Lazza) – 2:36 (Luca D'Orso, Jacopo Lazzarini, Francesco Avallone)
4. Sottovuoto – 2:47 (Luca D'Orso, Luca Pace)
5. Ancora qua (feat. Tedua) – 2:44 (Luca D'Orso, Mario Molinari, Francesco Avallone, Luca Di Blasi, Luca Ghiazzi)
6. Oh amore – 3:45 (Luca D'Orso, Francesco Avallone, Nicolas Di Benedetto)
7. I Miss U (feat. Tony Boy) – 3:03 (Luca D'Orso, Antonio Hueber, Francesco Avallone, Napal Noiser)
8. Busy – 2:40 (Luca D'Orso, Francesco Avallone, Andrea Usai)
9. Soldi arrotolati (feat. Anna) – 2:31 (Luca D'Orso, Anna Pepe, Francesco Avallone)
10. Baby Girl – 2:17 (Luca D'Orso, Francesco Avallone, Marco Marra)
11. No Drama (feat. Mahmood) – 2:57 (Luca D'Orso, Alessandro Mahmoud, Francesco Avallone, Federica Abbate, Simone Capurro, Stefano Tognini)
12. Mi riempi di chiamate – 3:12 (Luca D'Orso, Francesco Avallone, Blssd)
13. Memories (feat. Annalisa) – 2:36 (Luca D'Orso, Annalisa Scarrone, Francesco Avallone, Daves, Eugenio Maimone, Federico Mercuri, Giordano Cremona, Komilaza, Leonardo Grillotti, Marco Marra, Nicolas Di Benedetto)
14. Tutta la Night – 2:47 (Luca D'Orso, Francesco Avallone, Daniele Zanotti, Sergio Bancone)
15. Non c’è Love – 2:47 (Luca D'Orso, Francesco Avallone, Murad, Daniele Zanotti)
16. La cassa (feat. Artie 5ive) – 2:41 (Luca D'Orso, Ivan Arturo Barioli, Francesco Avallone, Andre Guitar, Murad)
17. Solo un'ora – 2:57 (Luca D'Orso, Francesco Avallone, Andrea Usai)
18. Nato per questo – 2:47 (Luca D'Orso, Francesco Avallone)

Tracce bonus nell'edizione deluxe
1. Nuovo inizio (feat. Shiva) – 2:51 (Luca D'Orso, Andrea Arrigoni, Francesco Avallone, Marco Marra)
2. Borse Hermès – 2:40 (Luca D'Orso, Francesco Avallone, Marco Marra)
3. Nati bastardi (feat. Tony Effe) – 2:31 (Luca D'Orso, Nicolò Rapisarda, Luca Antonio Barker, Enrico Botta, Pierfrancesco Pasini)
4. Lo so che – 3:01 (Luca D'Orso, Francesco Avallone, Luca Di Blasi)
5. Dolce e amara – 3:03 (Luca D'Orso, Francesco Avallone, Marco Marra)
6. Dimmi tu – 3:14 (Luca D'Orso, Gianluca Cranco, Gianpaolo Parisi, Luca Bertolini)
7. Fino all'alba (feat. Takagi & Ketra) – 2:37 (Luca D'Orso, Alessandro Merli, Fabio Clemente, Jacopo Èttorre, Luca Faraone)

Durata totale: 19:57

## Classifiche

### Classifiche settimanali
| Classifica (2024) | Posizione massima |
| ----------------- | ----------------- |
| Italia            | 1                 |

### Classifiche di fine anno
| Classifica (2024) | Posizione |
| ----------------- | --------- |
| Italia            | 8         |